# Dieter Voigtländer
Dieter Voigtländer (* 27. Dezember 1943) ist ein ehemaliger deutscher Radrennfahrer und nationaler Meister im Radsport.

## Sportliche Laufbahn
Der Beginn seiner Radsportkarriere lag im Jahr 1960, als er der BSG Motor Hainichen beitrat und ein regelmäßiges Training begann. Später wechselte er zum SC Karl-Marx-Stadt. 1965 startete er erstmals in der DDR-Nationalmannschaft bei der Rumänien-Rundfahrt und belegte den vierten Platz. Bei seinem Debüt in der DDR-Rundfahrt wurde er im selben Jahr 14., 1966 erreichte er mit dem neunten Platz sein bestes Rundfahrtergebnis. Ein Jahr später verpasste er mit dem zweiten Platz den Sieg in der heimischen Rundfahrt nur knapp. Die Niederösterreich-Rundfahrt beendete er auf Platz fünf, die Bulgarien-Rundfahrt als Zwölfter, beim klassischen Rund um Berlin 1966 war er Zweiter. Einen DDR-Meistertitel errang er 1968 im Mannschaftszeitfahren mit seinem Sportclub gemeinsam mit Reinhard Dertz, Siegfried Huster und Gerd Steiner. 1969 gewann er eine Etappe der Jugoslawien-Rundfahrt, die er auf Platz 32 beendete. 1970 startete er bei der Internationalen Friedensfahrt und wurde 15., ein Jahr später 30.

## Berufliches
Voigtländer absolvierte eine Ausbildung zum Kraftfahrzeugklempner.